# Alta via n. 1

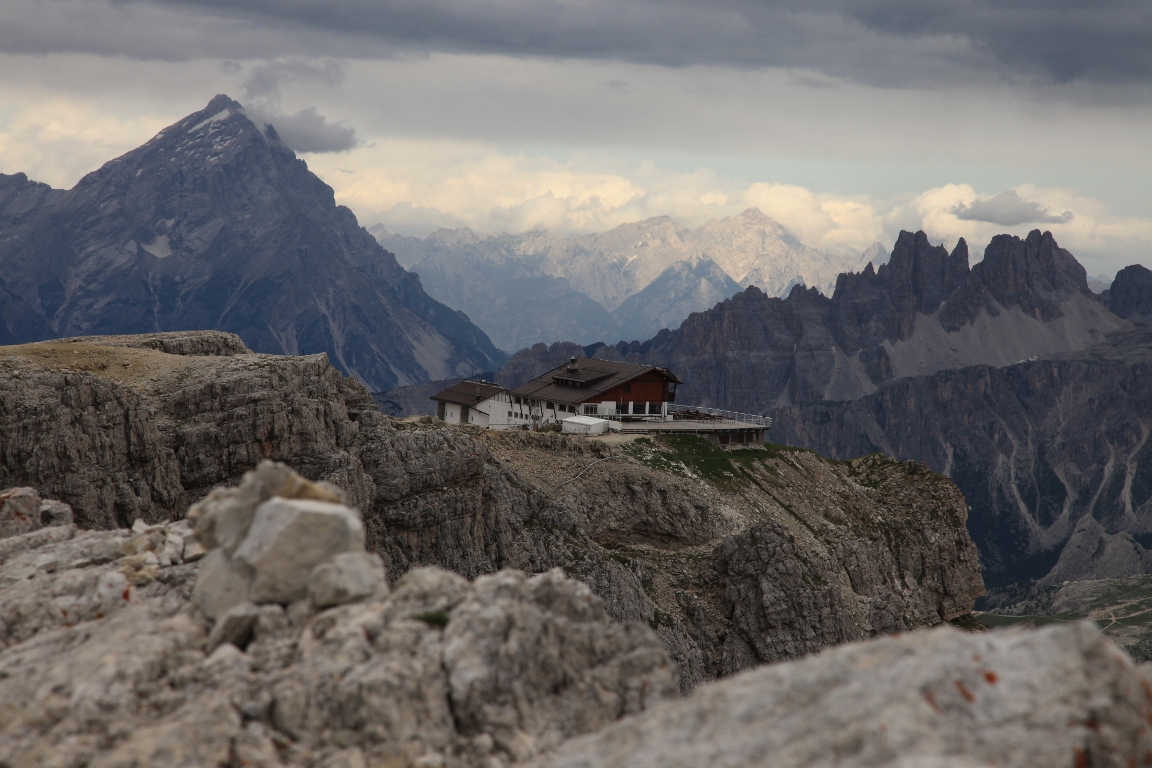
Rifugio Lagazuoi

L'alta via n. 1 (in tedesco Dolomiten-Höhenweg Nr. 1), la classica, è un percorso escursionistico lungo circa 125 km, situato sulle Dolomiti orientali, che parte dal lago di Braies e arriva a Belluno. Il sentiero, noto anche come Alta Via 1 Dolomitica, è segnalato con un triangolo blu, all'interno del quale è segnato il numero 1.

## Caratteristiche
È la classica alta via delle Dolomiti, e presenta difficoltà tecniche non elevate. Diventa leggermente più difficile procedendo verso sud, ma l'unica parte che presenta difficoltà alpinistiche (I - II grado) è la discesa dalla ferrata del Marmol, sulla Schiara, che può però essere evitata. Ci si impiega circa 12 giorni a concluderla, per un totale di circa 125 km, e un dislivello totale di circa 7.300 metri. La quota massima dell'intero percorso si raggiunge presso il Rifugio Lagazuoi (2.752 m), termine della terza tappa. È consigliabile percorrerla durante il periodo giugno-settembre, corrispondente all'apertura estiva dei rifugi.
Raccogliendo i timbri comprovanti il passaggio nei diversi rifugi lungo l'Alta Via, presso l'Ufficio Informazioni Turistiche situato in Piazza Duomo a Belluno, si può apporre il proprio nome nel libro degli escursionisti che hanno completato l'itinerario e ricevere una spilla di riconoscimento.

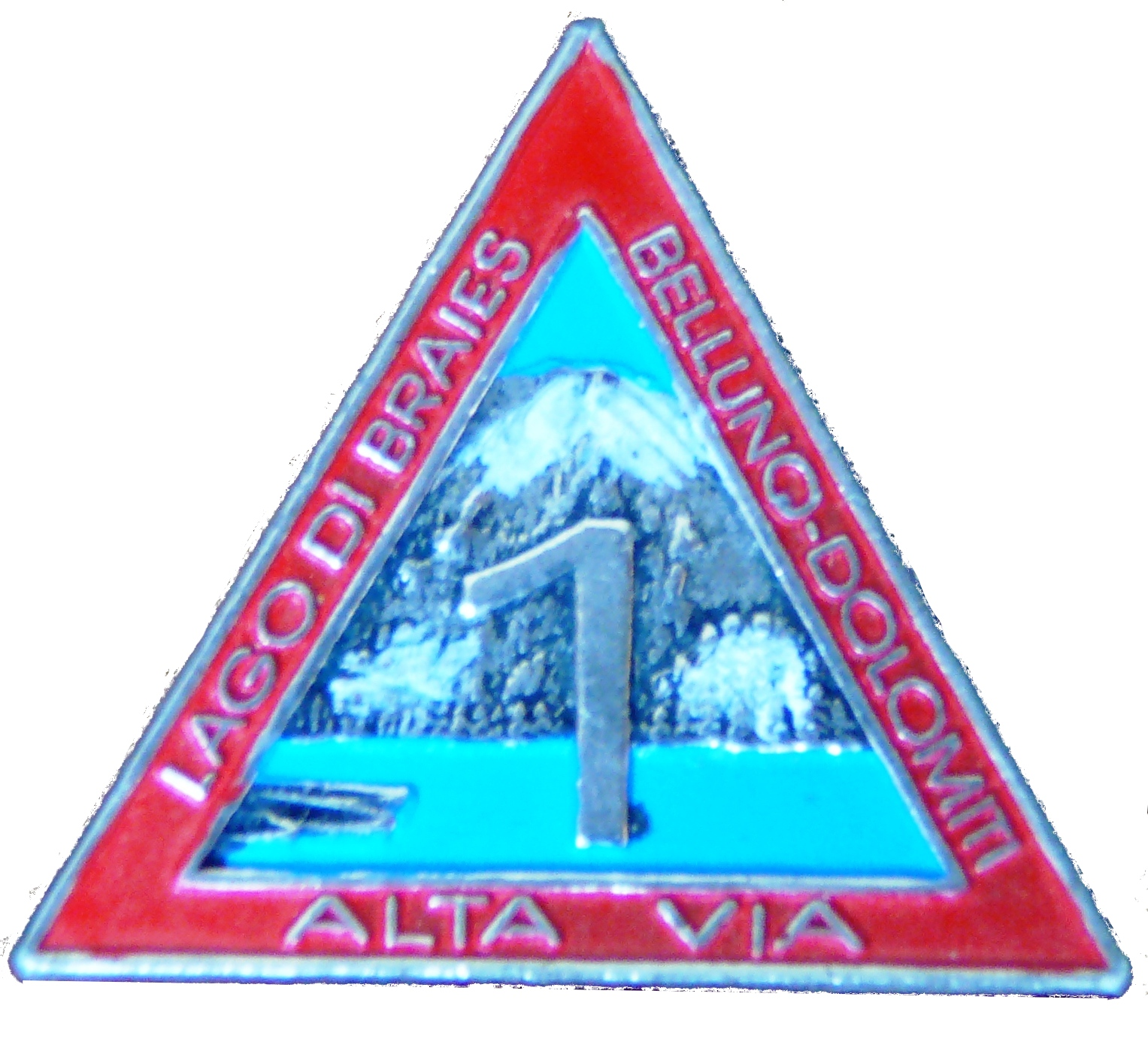
La spilla dell'Alta via 1

Attraversa 5 diversi gruppi montuosi:
- le Dolomiti di Braies
- il Gruppo di Fanis
- le Dolomiti Ampezzane
- le Dolomiti Settentrionali di Zoldo
- le Dolomiti Meridionali di Zoldo

## Itinerario[1]
- Tappa 1. Dal Lago di Braies (1.494 m) al Rifugio Biella (2.327 m) - Percorrenza: 3,30 h - Dislivello: 900 m - Difficoltà: E (Escursionistico)

- Tappa 2. Dal Rifugio Biella (2.327 m) al Rifugio Fanes (2.060 m) - Percorrenza: 4,30 h - Dislivello: 565 m - Difficoltà: T (Turistico)

- Tappa 3. Dal Rifugio Fanes (2.060 m) al Rifugio Lagazuoi (2.752 m) - Percorrenza: 5 h - Dislivello: 1070 m - Difficoltà: EE (Escursionisti Esperti)

- Tappa 4. Dal Rifugio Lagazuoi (2.752 m) al Rifugio Nuvolau (2.574 m) - Percorrenza: 5,30 h - Dislivello: 635 m - Difficoltà: EE (Escursionisti Esperti)
- Tappa 5. Dal Rifugio Nuvolau (2.574 m) al Rifugio Città di Fiume (1.917 m) - Percorrenza: 4,30 h - Dislivello: 260 m - Difficoltà: EE/EEA (Escursionisti Esperti con Attrezzatura)
- Tappa 6. Dal Rifugio Città di Fiume (1.917 m) al Rifugio Palafavera (1.507 m) - Percorrenza: 5,30 h - Dislivello: 580 m - Difficoltà: EE/EEA (Escursionisti Esperti con Attrezzatura)
- Tappa 7. Dal Rifugio Palafavera (1.507 m) al Rifugio Vazzoler (1.714 m) - Percorrenza: 6 h - Dislivello: 850 m - Difficoltà: E (Escursionistico)
- Tappa 8. Dal Rifugio Vazzoler (1.714 m) al Rifugio Carestiato (1.834 m) - Percorrenza: 4 h - Dislivello: 550 m - Difficoltà: E (Escursionistico)
- Tappa 9. Dal Rifugio Carestiato (1.834 m) al Rifugio Sommariva al Pramperét (1.857 m) - Percorrenza: 5 h - Dislivello: 450 m - Difficoltà: E (Escursionistico)
- Tappa 10. Dal Rifugio Sommariva al Pramperét (1.857 m) al Rifugio Pian de Fontana (1.632 m) - Percorrenza: 3 h - Dislivello: 540 m - Difficoltà: EE (Escursionisti Esperti)
- Tappa 11. Dal Rifugio Pian de Fontana (1.632 m) al Bivacco Marmol (2.266 m) - Percorrenza: 4 h - Dislivello: 830 m - Difficoltà: EE/EEA (Escursionisti Esperti con Attrezzatura)
- Tappa 12. Dal Bivacco Marmol (2.266 m) a Belluno (Case Bortot, 694 m) - Percorrenza: 5 h - Dislivello: 100 m - Difficoltà: EEA (Escursionisti Esperti con Attrezzatura)

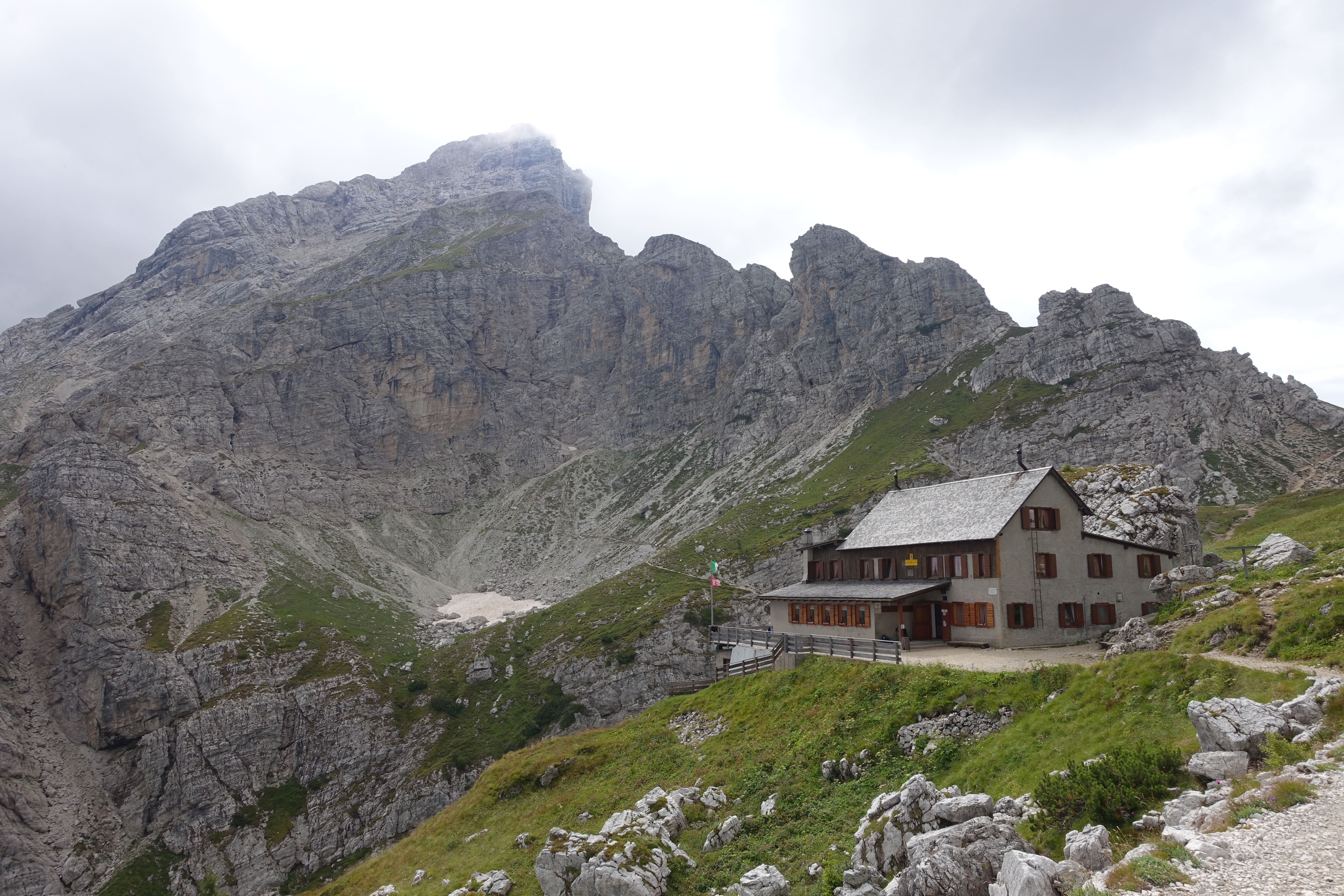
Il rifugio Coldai

## Varianti
- Tappa 6: dal Rifugio Città di Fiume (1.917 m) al Rifugio Palafavera (1.507 m) passando per Cima Fertazza (2.101 m). Percorrenza: 6,5 h - Dislivello 620 m - Difficoltà: E (Escursionisti)